# Antoine Kina
 (février 2019).
Si vous disposez d'ouvrages ou d'articles de référence ou si vous connaissez des sites web de qualité traitant du thème abordé ici, merci de compléter l'article en donnant les références utiles à sa vérifiabilité et en les liant à la section « Notes et références ».
Antoine Kina, né le 13 février 1996, est un joueur de hockey sur gazon international belge évoluant au poste de milieu de terrain à Gantoise.

## Palmarès
- Vainqueur de la Coupe du monde de hockey sur gazon 2018
- Vainqueur du Championnat d'Europe 2019
- Médaille de bronze du Championnat d'Europe 2021
- Champion olympique aux Jeux olympiques de Tokyo en 2021